# 웨어 OS
웨어 OS(Wear OS, 과거 이름: 안드로이드 웨어(Android  Wear)는 구글의 안드로이드를 스마트워치에 맞게 조정한 운영 체제이다. 블루투스 연결이 가능한 안드로이드 버전 4.3 이상의 스마트폰과 아이폰 운영체제 버전 9.3 이상에서 사용할 수 있으며, 구글 어시스턴트를 탑재하고 있다.
2014년 5월 18일, 구글 I/O에서 모토로라 모빌리티, 삼성전자, LG전자, HTC, 에이수스를 주요 파트너로 선정하여 제품을 공개하고 출시하였다.
웨어 OS는 원형과 사각형의 화면을 지원하나 현재는 원형 화면을 탑재한 제품이 주로 출시되고 있다.

## 최초탑재 기기
- LG G 워치[2]
- 삼성 기어 라이브
- 모토 360

## 파트너
- 에이수스 (ASUS)
- 브로드컴 (Broadcom)
- 파슬 (Fossil, Inc.)
- HTC (HTC)
- 인텔 (Intel)
- LG전자 (LG)
- 미디어텍 (MediaTek)
- 이메지네이션 테크놀노지 (Imagination Technologies)
- 모토로라 모빌리티 (Motorola Mobility)
- 퀄컴 (Qualcomm)
- 삼성전자 (Samsung)
- 버라이즌 (verizon)
- 샤오미 (mi)

## 같이 보기
- watchOS